# Célula navicular

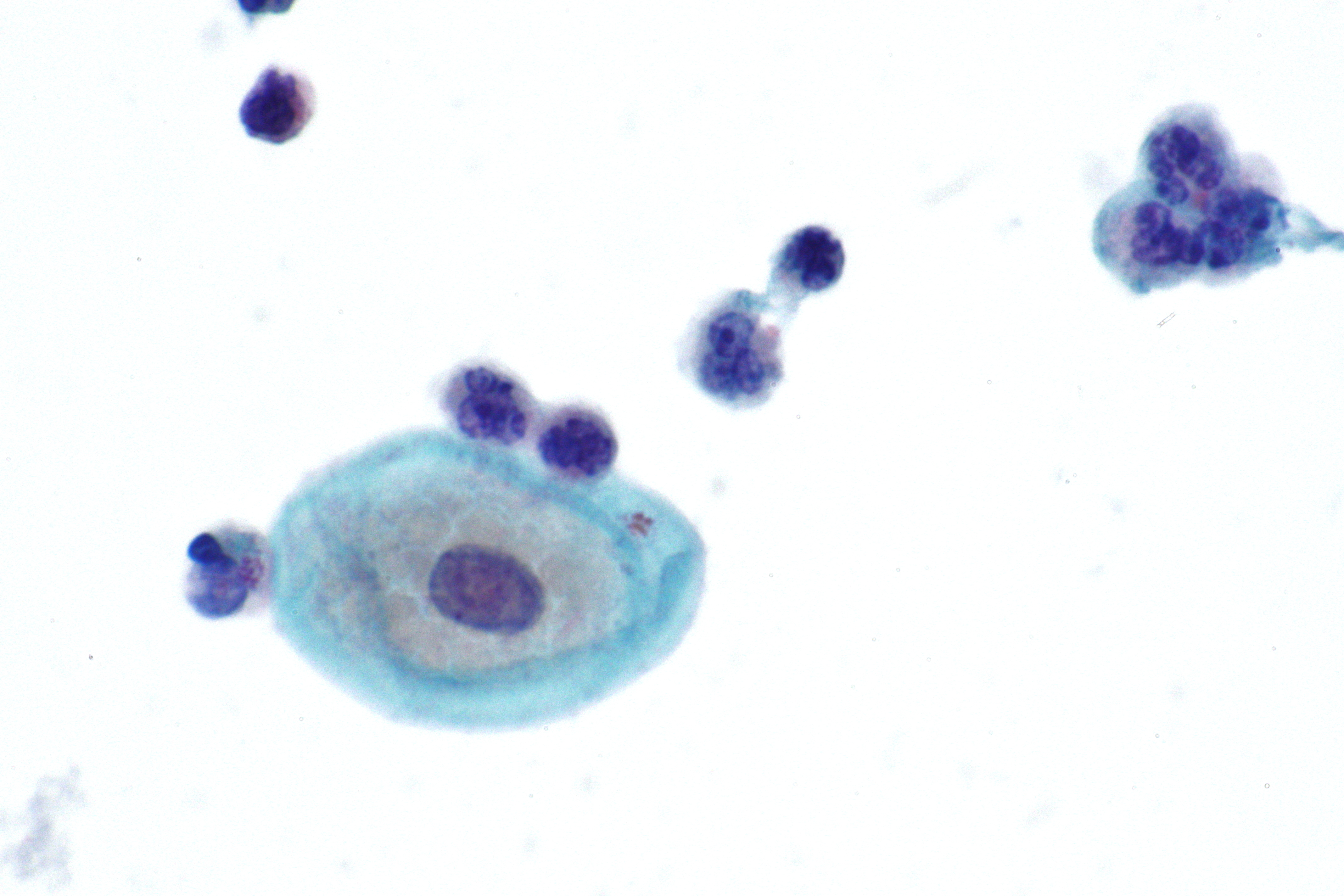
Micrografía que muestra una célula navicular a gran aumento

Una célula navicular es una célula epitelial benigna con forma de barca que puede verse en la prueba de Papanicolaou. Se observan durante el embarazo (sobre todo durante los frotis tomados en el segundo trimestre), la segunda mitad de ciclo menstrual, durante la menopausia y en las mujeres que utilizan acetato de medroxiprogesterona (MPA) como anticonceptivo. Las células naviculares tienen bordes plegados, con un borde exterior de citoplasma engrosado y un núcleo excéntrico. Contienen abundante glucógeno en el citoplasma, lo que les confiere un halo amarillo central. Bajo el microscopio el citoplasma aparece dorado, retráctil y granular. En las usuarias de MPA, los niveles altos de progesterona dan como resultado una mayor exfoliación de las células escamosas superficiales, lo que hace que aparezcan estas células en la citología vaginal.